# Mouretia larsenii
Mouretia larsenii là một loài thực vật có hoa trong họ Thiến thảo. Loài này được Tange mô tả khoa học đầu tiên năm 1997.